# Nido (album)
Nido è il secondo album della cantautrice Cristina Donà, pubblicato nel 1999.

## Il disco
Nido viene pubblicato ad oltre due anni di distanza dall'album d'esordio di Cristina Donà, Tregua, e vede la partecipazione di numerosi ospiti d'eccezione tra i quali Morgan dei Bluvertigo e soprattutto Robert Wyatt.
La produzione del disco inizialmente affidata a Mauro Pagani, passa nelle mani di Manuel Agnelli, già produttore di Tregua.
La musica e i testi dei brani sono stati scritti da Cristina Donà; le musiche di Goccia e di Deliziosa abbondanza sono state composte insieme a Manuel Agnelli.
Brazil è un brano strumentale.
Con questo disco Cristina Donà dà un'impronta nuova alle sue composizioni, sia musicali che letterarie, virando dai toni oscuri e a volte cupi di Tregua verso sonorità più morbide e solari e testi carichi d'ironia. Nido non può essere esclusivamente inquadrato nel genere rock, in quanto presenta molte sfumature che vanno dal pop al blues, al jazz, alla musica sperimentale, e che lo rendono un disco vario e poliedrico.

## Tracce
1. Nido – 4:02
2. Goccia – 4:12
3. Qualcosa che ti lasci il segno – 3:13
4. Così cara – 3:23
5. L'ultima giornata di sole – 2:56
6. Volo in deltaplano – 3:28
7. Brazil – 2:12
8. Mi dispiace – 3:18
9. Deliziosa abbondanza – 2:44
10. Volevo essere altrove – 2:20
11. Cibo estremo – 3:18
12. Terapie – 3:57
13. Mangialuomo – 4:11

## Musicisti
- Cristina Donà - voce; chitarra acustica (tracce 1, 2, 3, 4, 5, 7, 8, 9, 11, 12); cori (tracce 2, 3, 5, 7, 8, 9, 11, 12); organo e reverse (traccia 6); pianoforte stonato (traccia 10); tastiera (traccia 11); melodica (traccia 12)

Altri musicisti
- Cristian Calcagnile - boleroria (traccia 2); batteria (tracce 3, 4, 5, 7, 8, 9, 10, 11, 12, 13); percussioni (tracce 3, 4, 5, 8, 9, 11, 12, 13); steel drum (traccia 8); drum machine (traccia 10) acquafun (traccia 11); tastiera (traccia 11); pianoforte (traccia 12)
- Lorenzo Corti - chitarra elettrica (tracce 3, 4, 5, 8, 9, 12, 13); chitarra in decollo (traccia 10); chitarra acustica (tracce 11 e 12)
- Marco Ferrara - basso (tracce 1, 2, 3, 4, 5, 7, 8, 9, 11, 12); contrabbasso elettrico (tracce 10 e 13)
- Manuel Agnelli - chitarra acustica (traccia 2); organo Hammond (tracce 2, 3, 5, 12); corde di pianoforte (traccia 2); cori (traccia 3); reverse (traccia 9); pianoforte (traccia 12)
- Domenico Caliri - chitarra elettrica (traccia 1)
- Max Costa - Pro Tools (tracce 1 e 10); programmazione (traccia 2)
- Davide Covelli - borlock (traccia 1)
- Thomas Fossati - chitarra elettrica (traccia 1)

### Ospiti
- Marco "Morgan" Castoldi - pianoforte intonato e drum machine (traccia 10)
- Marco Parente - chitarra elettrica e cori (traccia 7)
- Robert Wyatt - voce, cornetta, percussioni vocali, fischio e cori (traccia 2)

#### Archi inNido
- Davide Rossi - violino
- Alfredo Zamorra - viola
- Roberta Castoldi - violoncello
- Carlo Carcano - arrangiamento archi

#### Fiati inMangialuomo
- Paolo Milanesi - tromba e flicorno
- Mauro Ciccareso - trombone e trombone basso
- Libero Mureddu - arrangiamento fiati